# Wintersbourg
Wintersbourg é uma comuna francesa na região administrativa de Grande Leste, no departamento de Mosela. Estende-se por uma área de 3,95 km². Em 2010 a comuna tinha 273 habitantes (densidade: 69,1 hab./km²).